# Голдобин, Анатолий Владимирович
Анато́лий Влади́мирович Голдо́бин (1882 — 23 июня 1927, Москва) — журналист, киновед, организатор кинопроизводства, один из первых просветителей кино в России.

## Биография
Родился в 1882 году. С 16 лет работал в области музыкального искусства (виолончелист, капельмейстер, дирижёр). В 1904—1905 годах — журналист ряда революционных газет и журналов. В 1910—1911 годах сотрудничал в газете «Голос».
Работу в кино начал в качестве журналиста и лектора. В 1910 году выступал в различных городах России с циклом лекций «Кинематограф и его просветительное значение». Опубликовал ряд работ по вопросам истории кино, музыкальной киноиллюстрации и др. В 1912 году издал книгу «Пианист-иллюстратор кинематографических картин» (в соавторстве с Б. М. Азанчеевым).

Один из первых в России он понял огромные перспективы кино и его культурное и просветительное значение. В значительной мере под этим углом понимания и интереса к кино проходит почти вся дальнейшая деятельность А. В. Голдобина. — Григорий Болтянский
В 1914 году организовал и руководил Отделом научного кинематографа в торговом доме Лавцевич и Ремер. В 1916 году был приглашён художественным руководителем на кинофабрику «Русь» (по другим сведениям до 1918 года руководил литературным отделом кинофабрики). 28 августа 1916 года на совещании кинофабрикантов был избран секретарём «плёночной комиссии», созданной с целью разрешения возникшего плёночного кризиса в стране.
Сыграл роль в кинофильме «Была без радости любовь» (1917). С начала 1917 года работал в профсоюзе киноработников, был одним из инициаторов создания Союза работников искусств (Рабис). На Всероссийском совещании кинодеятелей выступил с докладом об изменении условий труда и материального положения кинослужащих (Москва, 23—24 августа 1917). После октябрьской революции вступил в ряды РКП(б).
В 1919 году после краткой работы в ВСНХ перешёл в Российское телеграфное агентство (РОСТА) и вскоре стал заместителем ответственного руководителя РОСТА П. М. Керженцева. Член кинокомиссии ЦК Всерабиса (1919).
В 1920—1923 годах — руководитель КрымРоста и «Крымиздата». Редактор газет «Красный Крым», «Вестник КрымРоста». Член коллегии Наркомпроса РСФСР.
С ноября 1923 по март 1925 года — член правления, технический директор Центрального государственного предприятия «Госкино», одновременно руководил бюро печати «Госкино». Секретарь Художественного совета «Госкино». После ухода Э. С. Кадомцева — председатель правления «Госкино». Под руководством А. В. Голдобина были восстановлены и пущены в производство фабрики «Госкино».
Организовывал просмотр В. И. Лениным кинокартин в Горках. Заместитель председателя Центральной комиссии объединённых киноорганизаций по съёмке похорон В. И. Ленина (1924).
Один из основателей Ассоциации революционной кинематографии (АРК), входил в состав инициативной группы, выступившей с Декларацией АРК (1924).
На Всесоюзном совещании по киноделу, организованном Наркомпросом РСФСР (29—31 марта 1924), после выступления А. В. Луначарского на первом заседании был заслушан доклад А. В. Голдобина «О положении кинематографии в РСФСР».
В 1924 году —  руководитель кинематографической подсекции Научно-художественной секции при Государственном учёном совете Наркомпроса РСФСР. Председатель Кинокомиссии Государственной Академии художественных наук (ГАХН). Член-корреспондент ГАХН.
Член организационной комиссии акционерного научно-этнографического общества (1925).
Периодически выступал с просветительскими докладами по вопросам кинематографии: «Кинематограф, история его изобретения, современное техническое устройство, научное и общественное значение в настоящем и будущем» (1910), «Форма музыкальной киноиллюстрации» (1920), «Идеология в научном кино» (1925) и др. Член жюри конкурса на лучший киносценарий, объявленный Центральным правлением общества «Долой неграмотность» (1924).
Один из первых отечественных теоретиков сценарного творчества в кинематографе. Вышедшая в 1925 году книга А. В. Голдобина «Как писать сценарии для кинокартин» представляла собой практическое руководство для молодых кинодраматургов. В ней А. В. Голдобин помимо необходимости жёсткого композиционного оформления отмечает значимость соблюдения в тексте причинно-следственных связей между событиями, использования кинематографических средств в противовес литературным.
Скончался 23 июня 1927 года в Москве после тяжёлой и продолжительной болезни, похоронен на Новодевичьем кладбище.

## Галерея
- Открытие школы фабзавуча при Госкино (1925)
- Госкино — Голдобин (шарж Г. Б.)